# Accentus
Accentus — французский камерный хор, основанный и возглавленный в 1991 году дирижёром Лоранс Экильбе. Состоит из 32 исполнителей.
В репертуар хора входят как классические сочинения, начиная с эпохи барокко, так и, прежде всего, новейшая музыка. Отношения сотрудничества связывают хор, в частности, с Паскалем Дюсапеном, мировые премьеры произведений которого Granum sinapis и Dona eis прозвучали в исполнении хора в 1998 и 1999 гг. соответственно. Среди других композиторов, чью музыку хор исполнял впервые, — Филипп Манури, Брюно Мантовани, Марко Строппа. Наряду с акапелльным пением хор «Accentus» выступает и вместе с ведущими оркестрами Франции и такими дирижёрами, как Пьер Булез, Кристоф Эшенбах, Джонатан Нотт, Жан Кристоф Спинози. Трижды (2002, 2005, 2008) хор был удостоен премии Виктуар де ля мюзик как лучший вокальный коллектив Франции.
По мнению российского критика, обозревавшего московские гастроли хора в 2002 году,

сильное место в технике французов — вертикаль, особое гармоническое мышление каждого хориста, который согласуется не с соседом по партии, а с остальными тонами созвучия (а также с индивидуальным камертоном, извлекаемым из кармана). Ложка дёгтя: приоритет авангардной музыки породил привычку обособлять каждый звук, и голоса одной партии (особенно сопрано) тембрально, а то и интонационно разобщены, страдает линия. Но гармоническое корреспондирование обусловливает удивительную красоту и глубину единого хорового тембра «Accentus» и делает его поистине уникальным.